# Singleng
Singleng is een bestuurslaag in het regentschap Aceh Selatan van de provincie Atjeh, Indonesië. Singleng telt 431 inwoners (volkstelling 2010).